# Francouzsko-thajská válka

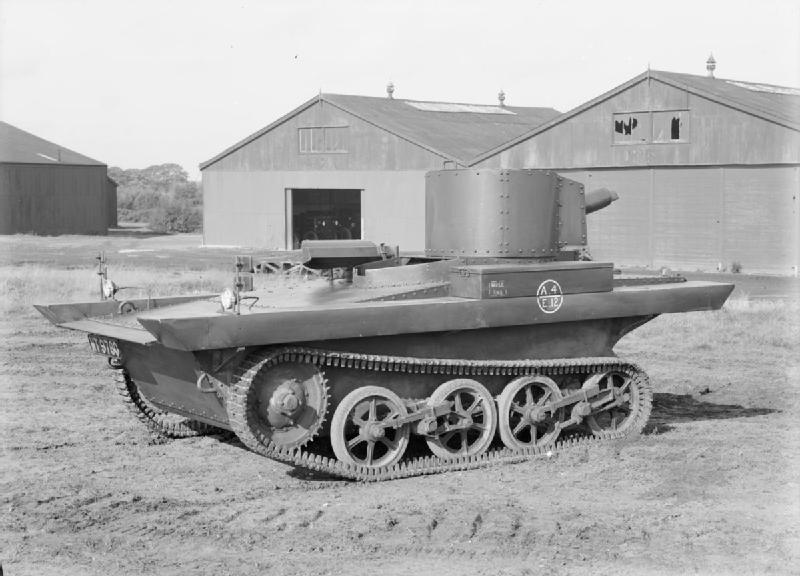
Lehký obojživelný tank Vickers, používaný thajskou armádou

Francouzsko-thajská válka (francouzsky guerre franco-thaïlandaise, thajsky กรณีพิพาทอินโดจีน) byla válka mezi Thajskem a Francií, která byla v té době loutkovým státem Německa. Probíhala od října 1940 do května 1941. Skončila japonským zprostředkováním míru a postoupením čtyřech provincií Francouzské Indočíny (Siem Reap, Battambang, Čampasak a Sajaburi) Thajsku. V rámci této války proběhla i námořní bitva u Ko Čangu.